# Davante Adams
Davante Lavell Adams (Palo Alto, 24 dicembre 1992) è un giocatore di football americano statunitense che milita nel ruolo di wide receiver per i Los Angeles Rams della National Football League (NFL). Fu scelto nel corso del secondo giro (53º assoluto) del Draft NFL 2014. Al college ha giocato a football a Fresno State.

## Carriera universitaria
Dopo avere passato come redshirt la stagione 2011 (poteva cioè allenarsi con la squadra ma non scendere in campo), Adams ricevette 102 passaggi per 1.312 yard e 14 touchdown nel 2012, guidando in tutte e tre le categorie la Mountain West Conference. Fu premiato come debuttante dell'anno della propria conference e come freshman All-American. Inoltre fu il miglior giocatore dell'Hawaii Bowl 2012. Nel 2013 guidò la nazione con 131 ricezioni per 1.719 yard e 24 touchdown, vincendo il Paul Warfield Trophy come miglior wide receiver nel college football.
Il 27 dicembre 2013, Adams annunciò la propria decisione di saltare l'ultimo anno nel college football e rendersi eleggibile nel Draft NFL 2014.

## Carriera professionistica

### Green Bay Packers
Adams fu scelto nel corso del secondo giro del Draft 2014 dai Green Bay Packers. Debuttò come professionista nella gara della settimana 1 contro i Seattle Seahawks campioni in carica, senza fare registrare alcuna ricezione. Partito da titolare per la prima volta nella gara della settimana 5 contro i Minnesota Vikings, segnò il suo primo touchdown su passaggio da 11 yard di Aaron Rodgers. Il secondo lo segnò due settimane dopo contro i Carolina Panthers.

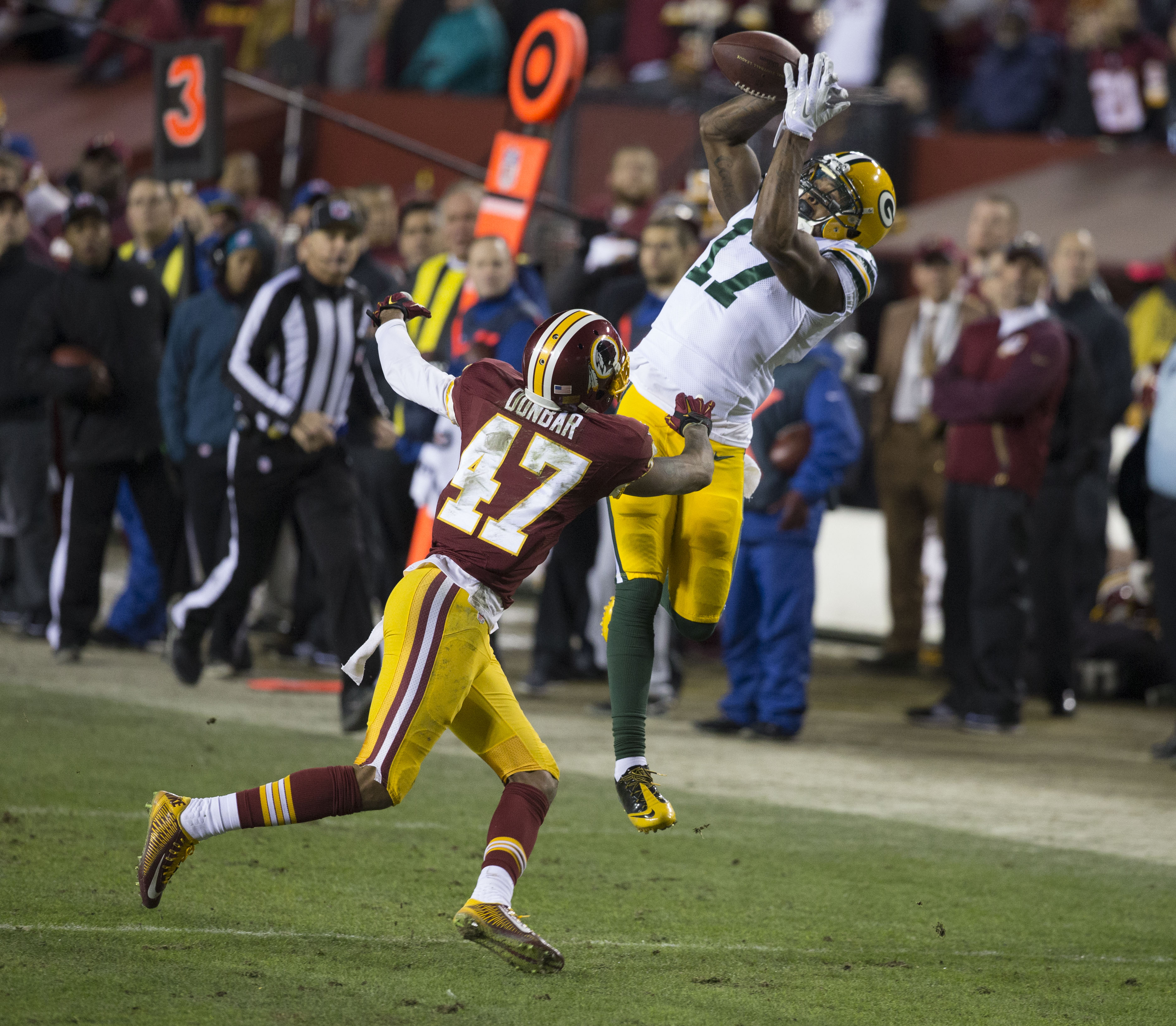
Una ricezione di Adams nei playoff 2015-2016

L'11 gennaio 2015, Adams fu decisivo nel divisional round dei playoff vinto contro i Dallas Cowboys in cui guidò i Packers con 117 yard ricevute e un touchdown su un passaggio da 46 yard, con Green Bay che si qualificò per la finale della NFC.
Il 26 ottobre 2016, Adams fu premiato come miglior giocatore offensivo della NFC della settimana dopo avere ricevuto 13 passaggi 132 yard e 2 touchdown contro i Chicago Bears nel settimo turno. A fine anno si classificò al secondo posto nella NFL con 12 touchdown su ricezione, dietro ai 14 del compagno di Jordy Nelson. Nel primo turno di playoff guidò i Packers con 125 yard ricevute, oltre a un touchdown, nella vittoria sui New York Giants per 38-13.
Nel quarto turno della stagione 2017 Adams subì una commozione cerebrale a causa di un colpo irregolare subito dal linebacker dei Chicago Bears Danny Trevathan che costò all'avversario due giornate di squalifica. Tornato in campo regolarmente nella partita successiva ricevette il touchdown da 11 secondi dal termine da Aaron Rodgers che diede ai Packers la vittoria in rimonta. Un altro touchdown decisivo lo segnò nei supplementari nella settimana 14 contro i Cleveland Browns fissando il risultato sul 27-21 finale. A fine anno si classificò secondo nella NFL con 10 touchdown su ricezione venendo convocato per il suo primo Pro Bowl al posto dell'infortunato Julio Jones.
Nell'undicesimo turno della stagione 2018 Adams ricevette un nuovo primato personale di 166 yard nella sconfitta contro i Seattle Seahawks.
Nel 2019 Adams venne convocato per il terzo Pro Bowl consecutivo al posto dell'infortunato Julio Jones dopo avere chiuso la stagione regolare con 997 yard ricevute e 5 touchdown in 12 partite. Fu il primo ricevitore dei Packers a venire convocato per tre Pro Bowl consecutivi dai tempi di Sterling Sharpe negli anni novanta. Nella vittoria nel divisional round contro i Seattle Seahawks superò il record di franchigia di Jermichael Finley per il maggior numero di yard ricevute in un incontro di playoff (160 con 2 touchdown).
Nella prima partita della stagione 2020 Adams ricevette 14 passaggi per 156 yard e 2 touchdown nella vittoria sui Vikings. Nel settimo turno ricevette un record in carriera di 196 yard e altri due touchdown contro i Texans. Nel penultimo turno ricevette 11 passaggi per 142 yard e 3 touchdown nella vittoria sui Tennessee Titans in un Lambeau Field innevato. La sua stagione si chiuse guidando la NFL in touchdown ricevuti (18), al secondo posto in ricezioni (115) e al quinto in yard su ricezione (1374), venendo convocato per il suo quarto Pro Bowl (non disputato a causa della pandemia di COVID-19) e inserito nel First Team All-Pro. Nel divisional round dei playoff segnò un touchdown su ricezione nella vittoria sui Los Angeles Rams. Segnò anche la settimana successiva ma i Packers furono eliminati dai Tampa Bay Buccaneers a un passo dal Super Bowl.
Nel 2021 Adams fu convocato per il suo quinto Pro Bowl e inserito nel First-team All-Pro dopo essersi classificato secondo nella NFL con 123 ricezioni e terzo con 1.553 yard ricevute.
Nel marzo 2022 su Adams fu applicata la franchise tag ma il giocatore informò la franchigia che non sarebbe sceso in campo a quelle condizioni, mirando a un contratto pluriennale.

### Las Vegas Raiders
Il 17 marzo 2022 Adams passò ai Las Vegas Raiders in cambio di una scelta del primo giro ed una del secondo giro del Draft 2022, firmando un contratto quinquennale dal valore di 141,25 milioni di dollari. Nei Raiders Adams ritrovò il quarterback Derek Carr con cui aveva giocato all'università dal 2012 al 2013.
All'esordio con la nuova maglia, l'11 settembre nella gara di settimana 1 contro i rivali di division dei Los Angeles Chargers persa 24-19, Adams ricevette 10 passaggi per 141 yard da Derek Carr e segnó un touchdown. Nella partita della settimana 5, la sconfitta 30-29 contro i Kansas City Chiefs, Adams fece 3 ricezioni per 124 yard e due touchdown ma al termine della partita nel percorso verso gli spogliatoi buttò a terra un fotografo e per questo fu accusato di comportamento violento e citato in giudizio dalla corte di Kansas City. La lega decise però di non assumere nessuna decisione in merito fino alla conclusione del processo. Nella gara dell'undicesimo turno contro i Denver Broncos Adams fece 7 ricezioni per 141 yard e due touchdown, di cui il secondo su ricezione di 35 yard durante i tempi supplementari che permise ai Raiders di ottenere la vittoria per 22-16. Nella partita della settimana 13, la vittoria 27-20 contro i Chargers, Adams totalizzò 8 ricezioni per 177 yard, la sua migliore prestazione stagionale, e due touchdown su ricezione, con il primo su una ricezione a una mano e pressato dal difensore avversario e il secondo da 45 yard, e fissò il record di franchigia con quattro gare in stagione con almeno 100 yard ricevute e due touchdown. Raggiunse inoltre le 1.000 yard ricevute in stagione per la quarta volta in carriera, nonché si piazzò al primo posto nella lega sia nella classifica dei migliori marcatori stagionali, con 12 touchdown, che in quella del maggior numero di partite in stagione con due o più touchdown segnati, con 4 partite.
Nel penultimo turno i Raiders cambiarono quarterback, passando da Derek Carr a Jarrett Stidham ma Adams non ne risentì, ricevendo 7 passaggi per 153 yard e 2 touchdown, facendo la più lunga ricezione in stagione di 60 yard e superando il record stagionale di franchigia di Tim Brown per yard ricevute nella sconfitta ai tempi supplementari contro i San Francisco 49ers.  Adams chiuse la stagione con 100 ricezioni per 1.516 yard e risultando leader della lega per touchdown su ricezione (14). A fine stagione Adams fu convocato per il suo sesto Pro Bowl consecutivo e inserito nel First-team All-Pro.
Nella stagione 2023 Adams si ritrovò senza l'ex compagno di college Derek Carr, svincolato dai Raiders a febbraio e rimpiazzato da Jimmy Garoppolo. Dopo essere rimasto a secco di segnature nella gara del primo turno, nella successiva partita, la sconfitta 10-38 subita dai Buffalo Bills, Adams segnò il suo 88º touchdown su ricezione in carriera, diventando il sesto giocatore nella storia NFL per numero di touchdown su ricezione nelle prime dieci stagioni in carriera. Nella gara del terzo turno, la sconfitta 18-23 subita dai Pittsburgh Steelers, Adams ebbe una prestazione notevole con 13 ricezioni per 172 yard e due touchdown su ricezione, raggiungendo i 62 touchdown ricevuti in carriera in red zone, ossia nelle 20 yard prima della linea di meta, divenne il quinto giocatore della storia NFL in questa classifica. Nella gara di settimana 4, la sconfitta 17-24 contro i Los Angeles Chargers, Adams raggiunse le 10.000 yard ricevute in carriera, 53º giocatore a riuscirci. L'attacco dei Raiders faticó molto nel mettere punti a tabellino nelle gare seguenti, con Adams mai a segno, spesso poco o male servito da Garoppolo. Dalla gara del nono turno, dopo l'arrivo del nuovo capo-allenatore Antonio Pierce, il quarterback rookie Aidan O'Connell fu nominato quarterback titolare al posto di Garoppolo, con Adams che fu maggiormente cercato, anche se tornò a segnare un touchdown solo nella gara dell'undicesimo turno, la sconfitta 13-20 contro i Miami Dolphins. Nella gara del quindicesimo turno i Raiders, sconfiggendo i Chargers 63 a 21, fissarono il nuovo record di franchigia per punti segnati in una gara, con Adams che contribuì con otto ricezioni per 101 yard e un touchdown. Nella gara del penultimo turno, la sconfitta 20-23 contro gli Indianapolis Colts che segnò la matematica esclusione per il secondo anno di fila dei Raiders dai play-off, Adams ebbe una prestazione notevole con 13 ricezioni per 126 yard e due touchdown. Fu la 23ª gara in cui Adams segnò più di un touchdown, facendolo salire al 7º posto della relativa classifica nella storia della NFL, superando l'ex Raiders Art Powell. Nell'ultimo turno con 5 ricezioni giunse a quota 103 in stagione, terminando così per il quarto anno consecutivo con oltre 100 ricezioni e 1.000 yard ricevute, la più lunga striscia della NFL in quel momento e la seconda di sempre.
L'esordio nella stagione 2024, la sconfitta 10-22 contro i Los Angeles Chargers, evidenziò qualche difficoltà nell'attacco dei Raiders guidato dal nuovo quarterback Gardner Minshew con Adams che fu cercato solo 6 volte facendo 5 ricezioni per 59 yard e nessun touchdown. Nella gara del secondo turno contro i Baltimore Ravens l'attacco continuò a faticare per i primi tre quarti di gara finché, sotto di 10 punti a 12 minuti dalla fine, infilò tre possessi di fila tutti terminati con una segnatura ribaltando il risultato e portando alla vittoria finale 26-23, con Adams protagonista con 9 ricezioni per 110 e soprattutto con il touchdown che portò al momentaneo pareggio 23-23. Nella gara successiva i Raiders subirono un'inattesa e alquanto deludente sconfitta casalinga 22-36 contro i Carolina Panthers con Adams che nelle interviste nel post partita espresse tutta la sua frustazione per questa prestazione della squadra. Adams saltò la gara del quarto turno contro i Cleveland Browns per un problema al tendine del ginocchio rimediato in allenamento qualche giorno prima della partita. Il 1º ottobre 2024 varie fonti giornalistiche riportarono che Adams sarebbe stato pronto a lasciare i Raiders e quindi ad essere inserito in un eventuale scambio con qualche altra franchigia della lega. Continuò ad essere assente dal campo per infortunio anche nelle successive gare di settimana 5 e 6, mentre continuavano le voci di un suo possibile scambio a breve.

### New York Jets
Il 15 ottobre 2024 Adams fu scambiato con i New York Jets per una scelta del terzo giro, ritrovando il quarterback Aaron Rodgers. Fece il suo debutto in maglia bianco-verde cinque giorni dopo, nella gara del settimo turno persa 15-37 contro i Pittsburgh Steelers, in cui fece tre ricezioni per 30 yard. Nella gara successiva, la sconfitta 22-25 contro i New England Patriots, Adams fu cercato sei volte da Rodgers, mettendo a tabellino quattro ricezioni per 54 yard. Nella gara del nono turno contro gli Houston Texans Adams, nel quarto quarto di gioco, dopo una ricezione fu colpito e cadde violentemente a terra, venendo quindi valutato per una possibile commozione cerebrale ma poi ritornò in campo e segnò il suo primo touchdown con i Jets su una ricezione da 37 yard, portando punti fondamentali per la vittoria finale 21-13. Nella settimana 15 ricevette 198 yard e 2 touchdown nella vittoria sui Jaguars con cui divenne il dodicesimo giocatore della storia della NFL a segnare 100 marcature su ricezione in carriera.
Il 4 marzo 2025 Adams fu svincolato.

### Los Angeles Rams
Il 9 marzo 2025 Adamns firmò un contratto biennale con i Los Angeles Rams, per un valore di 46 milioni di dollari, di cui 26 milioni garantiti alla firma.

## Palmarès
- Convocazioni al Pro Bowl: 6

2017, 2018, 2019, 2020, 2021, 2022
- First-team All-Pro: 3

2020, 2021, 2022
- Giocatore offensivo della NFC della settimana: 1

7ª del 2016
- Leader della NFL in touchdown su ricezione: 2

2020, 2022
- Club delle 10.000 yard ricevute in carriera
- Numero 15 ritirato dai Fresno State Bulldogs

## Statistiche

### Stagione regolare
| Stagione | Stagione    | Stagione | Stagione | Ricezioni | Ricezioni | Ricezioni | Ricezioni | Ricezioni |     | Fumble | Fumble |
| Anno     | Squadra     | P        | PT       | Ricezioni | Ricezioni | Ricezioni | Ricezioni | Ricezioni |     | Fumble | Fumble |
| Anno     | Squadra     | P        | PT       | Ric       | Yard      | Media     | Max       | TD        | Fmb | Persi  |        |
| -------- | ----------- | -------- | -------- | --------- | --------- | --------- | --------- | --------- | --- | ------ | ------ |
| 2014     | GB          | 16       | 11       | 38        | 446       | 11,7      | 45        | 3         | 0   | 0      |        |
| 2015     | GB          | 13       | 12       | 50        | 483       | 9,7       | 40        | 1         | 0   | 0      |        |
| 2016     | GB          | 16       | 15       | 75        | 997       | 13,3      | 66        | 12        | 2   | 1      |        |
| 2017     | GB          | 14       | 14       | 74        | 885       | 12,0      | 55        | 10        | 0   | 0      |        |
| 2018     | GB          | 15       | 15       | 111       | 1 386     | 12,5      | 57        | 13        | 0   | 0      |        |
| 2019     | GB          | 12       | 12       | 83        | 997       | 12,0      | 58        | 5         | 2   | 1      |        |
| 2020     | GB          | 14       | 14       | 115       | 1 374     | 11,9      | 56        | 18        | 1   | 1      |        |
| 2021     | GB          | 16       | 16       | 123       | 1 553     | 12,6      | 59        | 11        | 0   | 0      |        |
| 2022     | LV          | 17       | 17       | 100       | 1 516     | 15,2      | 60        | 14        | 1   | 0      |        |
| 2023     | LV          | 17       | 17       | 103       | 1 144     | 11,1      | 46        | 8         | 0   | 0      |        |
| 2024     | LV          | 3        | 3        | 18        | 209       | 11,6      | 30        | 1         | 0   | 0      |        |
| 2024     | NYJ         | 11       | 11       | 67        | 854       | 12,7      | 71        | 7         | 0   | 0      |        |
| 2024     | Totale 2024 | 14       | 14       | 85        | 1 063     | 12,5      | 71        | 8         | 0   | 0      |        |
| Totale   | Totale      | 164      | 157      | 957       | 11 844    | 12,4      | 71        | 103       | 6   | 3      |        |

### Playoff
| Stagione | Stagione | Stagione | Stagione | Ricezioni | Ricezioni | Ricezioni | Ricezioni | Ricezioni |     | Fumble | Fumble |
| Anno     | Squadra  | P        | PT       | Ricezioni | Ricezioni | Ricezioni | Ricezioni | Ricezioni |     | Fumble | Fumble |
| Anno     | Squadra  | P        | PT       | Ric       | Yard      | Media     | Max       | TD        | Fmb | Persi  |        |
| -------- | -------- | -------- | -------- | --------- | --------- | --------- | --------- | --------- | --- | ------ | ------ |
| 2014     | GB       | 2        | 2        | 8         | 124       | 15,5      | 46        | 1         | 0   | 0      |        |
| 2015     | GB       | 1        | 0        | 4         | 48        | 12,0      | 20        | 1         | 0   | 0      |        |
| 2016     | GB       | 3        | 3        | 16        | 217       | 13,6      | 32        | 2         | 0   | 0      |        |
| 2019     | GB       | 2        | 2        | 17        | 298       | 17,5      | 65        | 2         | 0   | 0      |        |
| 2020     | GB       | 2        | 2        | 18        | 133       | 7,4       | 21        | 2         | 0   | 0      |        |
| 2021     | GB       | 1        | 1        | 9         | 90        | 10,0      | 25        | 0         | 0   | 0      |        |
| Totale   | Totale   | 11       | 10       | 72        | 910       | 12,6      | 65        | 8         | 0   | 0      |        |

Fonte: Football Database
In grassetto i record personali in carriera —      leader della lega
Statistiche aggiornate alla stagione 2024